# Krystin Pellerin
Krystin Elizabeth Josephine Pellerin (* 12. Juli 1983 in St. John’s, Neufundland und Labrador) ist eine kanadische Schauspielerin.

## Leben und Karriere
Krystin Peller wuchs in ihrer Geburtsstadt St. John’s auf. Nachdem sie die Highschool beendet hatte, besuchte sie das National Theatre School of Canada in Montreal sowie das Soulpepper Theatre in Toronto. Ihre erste Rolle hatte sie dort in The Real Thing von Tom Stoppard.
Ihr Schauspieldebüt gab Krystin Pellerin 2006 mit einer Rolle im Film Death Planet. 2008 war sie für vier Folgen in Die Tudors als Lady Elizabeth Darrell zu sehen. Für die Dreharbeiten dieser Folgen verbrachte Pellerin fünf Monate in Dublin. Nachdem sie in einer Folge der Serie Lost Girl zu Gast war, verkörpert sie seit 2010 die Leslie Bennett in der CBC-Serie Republic of Doyle – Einsatz für zwei. Des Weiteren hatte sie 2013 einen Auftritt in einer Folge von The Listener – Hellhörig.

## Filmografie (Auswahl)
- 2006: Death Planet (Warriors of Terra)
- 2007: Killing Zelda Sparks
- 2008: Die Tudors (The Tudors, Fernsehserie, 4 Folgen)
- 2010: Lost Girl (Fernsehserie, Folge 1x04)
- 2010–2014: Republic of Doyle – Einsatz für zwei (Republic of Doyle, Fernsehserie, 77 Folgen)
- 2013: The Listener – Hellhörig (The Listener, Fernsehserie, Folge 4x01)
- 2015: Saving Hope (Fernsehserie, 1 Folge)
- 2016: Reign (Fernsehserie, 1 Folge)
- 2017: Murdoch Mysteries (Fernsehserie, 1 Folge)